# Любомировка (Новосибирская область)
Любомировка — исчезнувшая деревня в Болотнинском районе Новосибирской области. На момент упразднения входила в состав Кунчурукского сельсовета. Исключена из учётных данных в 1973 году.

## География
Располагалась в верховье реки Чубур, в 3,5 км к северо-западу от деревни Краснознаменка.

## История
Посёлок Любомировский был основан в 1907 г. В 1926 году состоял из 50 хозяйств. В административном отношении входил в состав Борзинского сельсовета Болотнинского района Томского округа Сибирского края.
Решением Новосибирского облисполкома от 18.07.1973 г. № 443 деревня исключена из учётных данных как фактически не существующая.

## Население
По переписи 1926 г. в посёлке проживало 280 человек (142 мужчины и 138 женщин), основное население — русские.